# William J. Samford
William James Samford, né le 16 septembre 1844 et mort le 11 juin 1901, est un homme politique démocrate américain. Il est gouverneur de l'Alabama entre 1900 et 1901 et meurt en fonction.